# Киеути
Киѐути (на италиански: Chieuti, на арбърешки: Qefti, Чефти) е село и община в Южна Италия, провинция Фоджа, регион Пулия. Разположено е на 221 m надморска височина. Населението на общината е 1772 души (към 2010 г.).
В това село живее албанско общество, наречено арбъреши. Те са се заселили в този район между XV и XVIII век като бежанци от османското владичество. Село Киеути е част от етнографическия район Арберия.